# Powerlifting ai Giochi mondiali 2022 - Pesi medi femminile
La gara dei pesi medi femminili di powerlifting ai Giochi mondiali 2022 si è svolta il 9 luglio 2022 a Birmingham.

## Risultati
| Rank | Atleta            | Nazione                 | Squat | Squat | Squat | Bench press | Bench press | Bench press | Deadlift | Deadlift | Deadlift | Totale peso | Total punti |
| Rank | Atleta            | Nazione                 | 1     | 2     | 3     | 1           | 2           | 3           | 1        | 2        | 3        | Totale peso | Total punti |
| ---- | ----------------- | ----------------------- | ----- | ----- | ----- | ----------- | ----------- | ----------- | -------- | -------- | -------- | ----------- | ----------- |
|      | Garra Carola      | Italia                  | 245.0 | 252.5 | 260.0 | 170.0       | 175.0       | 175.0       | 200.0    | 212.5    | 222.5    | 657.5       | 119.02      |
|      | Lachapelle Taylor | Isole Vergini Americane | 232.5 | 240.0 | 242.5 | 142.5       | 147.5       | 150.0       | 227.5    | 237.5    | 237.5    | 617.5       | 112.82      |
|      | Soloviova Larysa  | Ucraina                 | 215.0 | 227.5 | 240.0 | 160.0       | 160.0       | 160.0       | 202.5    | 212.5    | 217.5    | 592.5       | 107.01      |
| 4    | Johnson Kimberly  | Isole Vergini Americane | 195.0 | 207.5 | 215.0 | 140.0       | 150.0       | 150.0       | 185.0    | 195.0    | 205.0    | 550.0       | 105.78      |
| 5    | Huang Yen-Tzu     | Taipei cinese           | 180.0 | 192.5 | 197.5 | 140.0       | 150.0       | 155.0       | 180.0    | 187.5    | 197.5    | 540.0       | 102.23      |
| 6    | Bueno Erica       | Brasile                 | 195.0 | 205.0 | 210.0 | 160.0       | 160.0       | 165.0       | 180.0    | 187.5    | 195.0    | 542.5       | 101.27      |
| 7    | Steel Ellie       | Regno Unito             | 190.0 | 200.0 | 200.0 | 137.5       | 145.0       | 160.0       | 155.0    | 167.5    | 172.5    | 517.5       | 98.28       |
| 8    | Mancini Sabrina   | Italia                  | 180.0 | 190.0 | 200.0 | 105.0       | 110.0       | 115.0       | 165.0    | 177.5    | 190.0    | 500.0       | 96.38       |
| 9    | Anthouard Melodie | Francia                 | 190.0 | 190.0 | 197.5 | 135.0       | 142.5       | 147.5       | 155.0    | 160.0    | 160.0    | 500.0       | 93.77       |
| 10   | Schlagbauer Lisa  | Germania                | 177.5 | 185.0 | 190.0 | 95.0        | 100.0       | 105.0       | 185.0    | 195.0    | 202.5    | 490.0       | 88.86       |
| 11   | Hauschild Marie   | Germania                | 185.0 | 192.5 | 200.0 | 110.0       | 110.0       | 110.0       | 160.0    | 170.0    | 175.0    | 472.5       | 85.57       |
| 12   | Buxbom Eva        | Danimarca               | 165.0 | 175.0 | 175.0 | 65.0        | 87.5        | 87.5        | 167.5    | 177.5    | 185.0    | 440.0       | 85.25       |